# Marc Jongen
Marc Stephan Jongen (nascido em 23 de maio de 1968 em Merano, Itália) é um político alemão (AfD). De 2003 a 2017, foi assistente de pesquisa de filosofia na Staatliche Hochschule für Gestaltung Karlsruhe.
Jongen é considerado um "filósofo do partido" da AfD de direita, tendo sido chamado de "ideólogo chefe" ou "líder do pensamento". Ele foi o presidente da AfD Baden-Württemberg de março de 2017 a fevereiro de 2019 e é o vice-líder de Estado desde então. Nas eleições federais de 2017, foi eleito para o Bundestag.

## Ideologia
Stuttgarter Zeitung observou que Jongen não conseguiu distanciar-se adequadamente da facção de extrema direita Flügel do partido, liderada por Björn Höcke. Jongen também disse que existem "diferenças de mentalidade entre a Alemanha Oriental e a Alemanha Ocidental".